# آرثر أتكينز
آرثر أتكينز (بالإنجليزية: Arthur Atkins)‏ هو رسام أمريكي، ولد في 1873، وتوفي في 8 يناير 1899.